# Circuit de Spa-Francorchamps
Circuit de Spa-Francorchamps je slavný okruh pořádající závody Velké ceny Belgie vozů formule 1 a vytrvalostního závodu 24 hodin Spa. Okruh navíc obsahuje jednu z nejslavnějších a nejnebezpečnějších pasáží ze všech tratí motoristického světa, pasáž Eau Rouge. Circuit de Spa-Francorchamps je oblíbeným místem mnoha pilotů a fanoušků.

## Okruh

### Původní okruh
Původní okruh trojúhelníkového tvaru dlouhý 15 km byl navržen a zkonstruován Julesem de Theirem a Henrim Langloisem Van Ophemem na veřejných silnicích mezi belgickými obcemi Francorchamps, Malmedy a Stavelot. Velká cena Belgie (a současně jako Velká cena Evropy) se zde poprvé jela v roce 1924. Třetí Velká cena Evropy a současně jako Velká cena Belgie byla první akcí, která se konala ve Spa-Francorchamps pro závodní vozy Velkých cen. Antonio Ascari vedl 800 kilometrů dlouhý závod od prvních kol. Giuseppe Campari zde dojel druhý. Obě Alfy Romeo P2 v podstatě zvítězily systémem start-cíl a byly to jediné dva vozy, které dojely do cíle.
Belgičané byli tehdy velmi hrdí na to, že mají velmi rychlý okruh. V důsledku zvyšování průměrné rychlosti vozů, došlo k úpravě, do kopce jdoucí zatáčka při výjezdu z údolí Eau Rouge nazývané Ancienne Douane byla z okruhu „odstraněna“. Tím vznikla rychlejší zakřivená zatáčka Raidillon. Do roku 2000 se stále mohlo jezdit veřejně po okruhu, neboť se stále jednalo o veřejnou silnici. V Eau Rouge doprava směřující na jih vedla přes tuto slavnou část, zatímco doprava v opačném směru užívala závodně nepoužívanou Ancienne Douane a na trať se vracela při výjezdu z údolí.

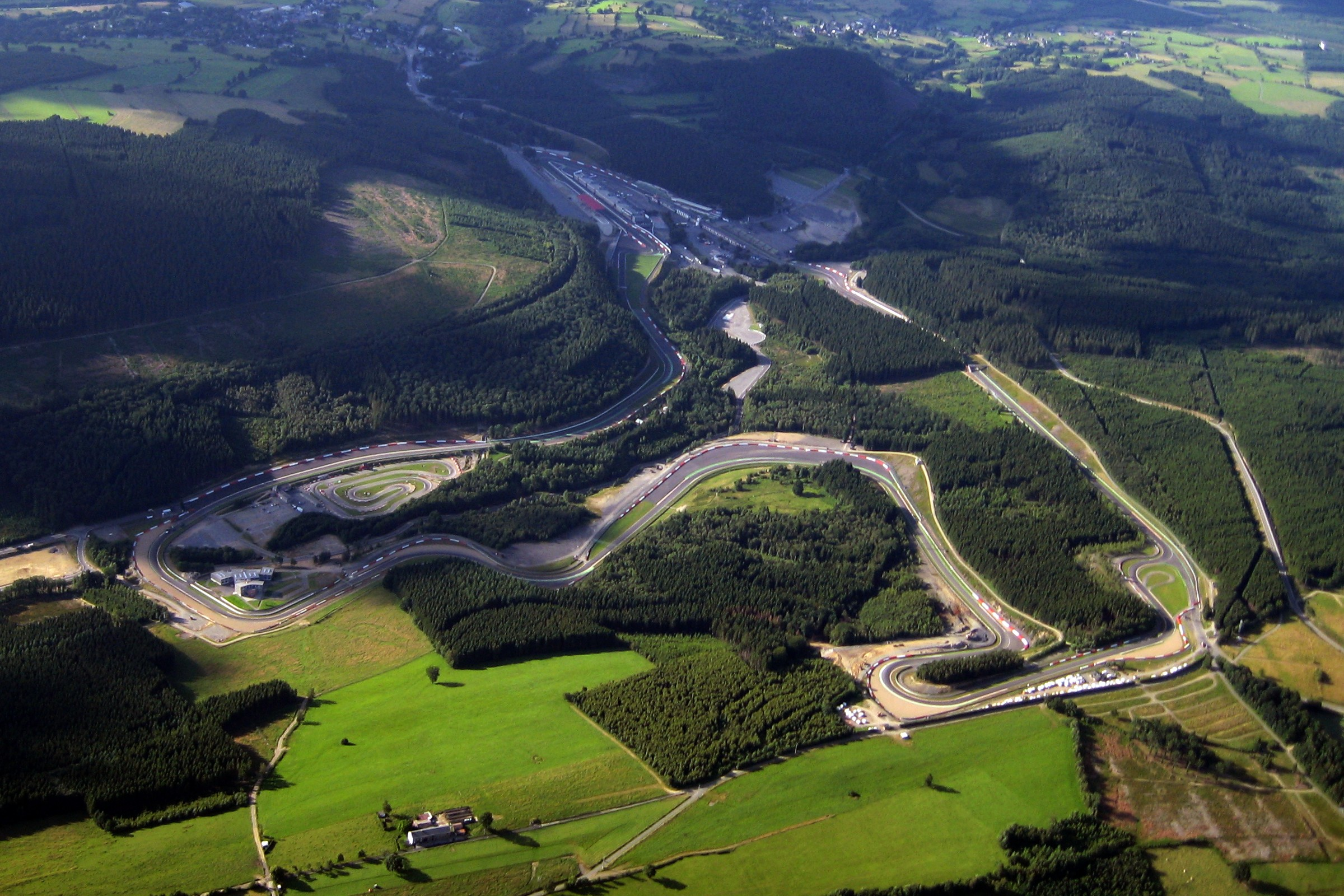
Mapa okruhu

Starý okruh dále pokračoval dále po části Les Combes směrem na vesnici Burnenville. Kolem ní se projíždělo v rychlém pravotočivém zakřivení. U Malmedy začínala dlouhá rovinka Masta, kterou přerušovala pouze rychlá zatáčka Masta mezi farmářskými domy před příjezdem do obce Stavelot.
Masta byla jednou z nejstrašidelnějších pasáží ze všech okruhů na světě, její úspěšné projetí vyžadovalo zručnost a odvahu v dostatečném měřítku. Po dlouhé jízdě z Malmedy dosahovaly vozy nejvyšší rychlosti, musely zdolat Mastu, rychlou levo-pravou šikanu, a dobře rychlostně výjezd, na který navazovala další dlouhá rovinka vedoucí k obci Stavelot.
Formule 1 přišla o Mastu po závodě v roce 1970, částečně také svojí vlastní vinou. Snaha Jackieho Stewarta o zlepšení bezpečnosti jezdců při závodech byla uvedena do pohybu po jeho havárii v tomto místě v roce 1966, když jeho BRM skončilo vzhůru nohama ve sklepě domu nacházejícího se poblíž trati s palivem vytékajícím z nádrže vozu na Stewarta, který si ještě navíc zlomil žebra. Další podobná tragická událost se zde stala v roce 1973 během závodu 24 hodin Spa, při němž se zabili tři jezdci.
Po Mastě následovala rovinka Holowell, na jejímž konci se nacházela ostrá zatáčka na příjezdu do samotné obce Stavelot, která byla později nahrazena rychlejší pravotočivou zatáčkou. Další rychlá část okruhu vedla lesy do Blanchimontu, zde navazuje kratší trať z roku 1979 na původní okruh.
Na původním okruhu Circuit de Spa-Francorchamps se odjelo 18 Velkých cen Belgie, v roce 1968 jej Formule 1 bojkotovala, předtím, než jej přepracovaný projekt okruhu poslal ke konci 70. let do historie. Rekord starého okruhu drží francouzský pilot Henri Pescarolo, který zde dosáhl průměrné rychlosti 226 km/h.

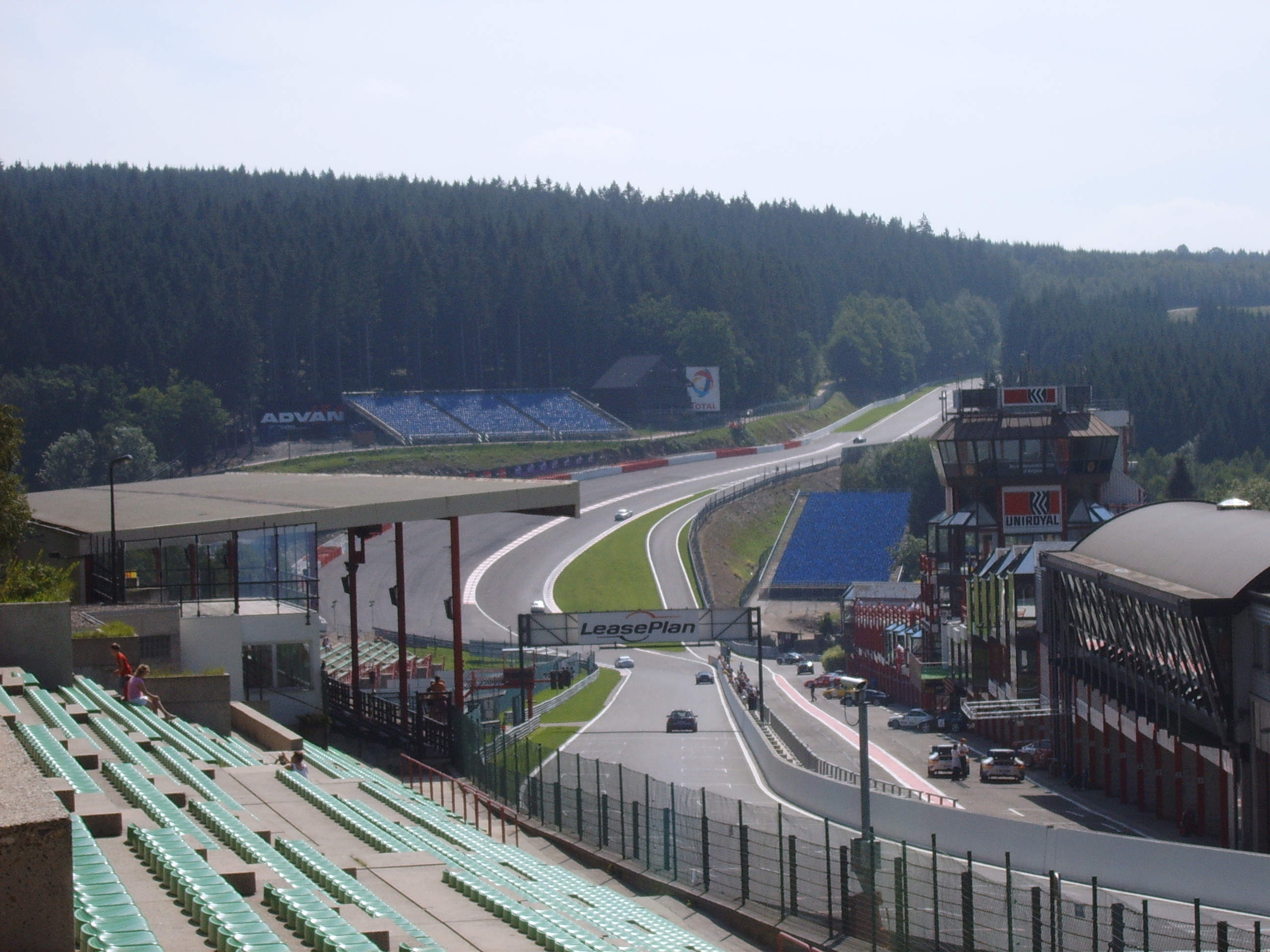
Raidillon v údolí Eau Rouge

### Nový okruh
Pro rok 2007 byla postavena nová pit lane a budovy pro celý paddock, známá pasáž Bus Stop byla přestavěna včetně nájezdu do cílové rovinky. Během předchozích let došlo k velkému množství úprav trati a také k jejímu zkrácení na současných 7004 m. V současnosti je to rychlá a kopcovitá trať vedoucí Ardenami, kde se rychlosti často vyšplhávají až k hodnotě 330 km/h. Již od počátků zdejších závodů vešlo Spa-francorchamps ve známost také díky svému nevyzpytatelnému a proměnlivému počasí. Může mimo jiné nastat situace, kdy je jedna část tratě suchá, zatímco v jiné části může pršet.
Fanoušci a jezdci mají rádi zdejší závody. Nudný závod je zde velmi vzácný, většina současných jezdců říká, že společně s japonskou Suzukou představuje jednu z největších výzev pro piloty na celém světě. Samotné Spa-Francorchamps demonstruje důležitost zručnosti jezdců více, než kterýkoli jiný okruh. Dokazují to především zatáčky Eau Rouge a Blanchimont. Obě dvě se totiž musí projet velmi prudce, aby se povedl výjezd na následující dlouhé rovinky, který jezdcům napomáhá k výslednému času kola a předjíždění.
Hodně pilotů formule 1 zde svedlo pamětihodné bitvy a vítězství, např. Ayrton Senna, Michael Schumacher, Damon Hill, Mika Häkkinen či Kimi Räikkönen.

## Formule 1
| No. | Rok  | Jezdec             | Konstruktér | Motor         | Pneu | Čas           | Délka kola | Počet kol | Rychlost     | Datum        |
| --- | ---- | ------------------ | ----------- | ------------- | ---- | ------------- | ---------- | --------- | ------------ | ------------ |
| 1   | 1950 | Juan Manuel Fangio | Alfa Romeo  | Alfa Romeo    | P    | 2:47:26,000 h | 14,120 km  | 35        | 177,097 km/h | 18. červen   |
| 2   | 1951 | Giuseppe Farina    | Alfa Romeo  | Alfa Romeo    | P    | 2:45:46,000 h | 14,120 km  | 36        | 183,989 km/h | 17. červen   |
| 3   | 1952 | Alberto Ascari     | Ferrari     | Ferrari       | P    | 3:03:46,300 h | 14,120 km  | 36        | 165,962 km/h | 22. červen   |
| 4   | 1953 | Alberto Ascari     | Ferrari     | Ferrari       | P    | 2:48:30,300 h | 14,120 km  | 36        | 180,999 km/h | 21. červen   |
| 5   | 1954 | Juan Manuel Fangio | Maserati    | Maserati      | P    | 2:44:42,400 h | 14,120 km  | 36        | 185,173 km/h | 20. červen   |
| 6   | 1955 | Juan Manuel Fangio | Mercedes    | Mercedes      | C    | 2:39:29,000 h | 14,120 km  | 36        | 191,238 km/h | 5. červen    |
| 7   | 1956 | Peter Collins      | Ferrari     | Ferrari       | E    | 2:40:00,300 h | 14,120 km  | 36        | 190,614 km/h | 3. červen    |
|     |      |                    |             |               |      |               |            |           |              |              |
| 8   | 1958 | Tony Brooks        | Vanwall     | Vanwall       | D    | 2:37:06,300 h | 14,100 km  | 36        | 209,093 km/h | 15. červen   |
|     |      |                    |             |               |      |               |            |           |              |              |
| 9   | 1960 | Jack Brabham       | Cooper      | Climax        | D    | 2:21:37,300 h | 14,100 km  | 36        | 215,052 km/h | 19. červen   |
| 10  | 1961 | Phil Hill          | Ferrari     | Ferrari       | D    | 2:03:03,800 h | 14,100 km  | 30        | 206,235 km/h | 18. červen   |
| 11  | 1962 | Jim Clark          | Lotus       | Climax        | D    | 2:07:32,300 h | 14,100 km  | 32        | 212,266 km/h | 17. červen   |
| 12  | 1963 | Jim Clark          | Lotus       | Climax        | D    | 2:27:47,600 h | 14,100 km  | 32        | 183,175 km/h | 9. červen    |
| 13  | 1964 | Jim Clark          | Lotus       | Climax        | D    | 2:06:40,500 h | 14,100 km  | 32        | 213,712 km/h | 14. červen   |
| 14  | 1965 | Jim Clark          | Lotus       | Climax        | D    | 2:23:34,800 h | 14,100 km  | 32        | 188,550 km/h | 13. červen   |
| 15  | 1966 | John Surtees       | Ferrari     | Ferrari       | D    | 2:09:11,300 h | 14,100 km  | 28        | 183,360 km/h | 12. červen   |
| 16  | 1967 | Dan Gurney         | Eagle       | Weslake       | G    | 1:40:49,400 h | 14,100 km  | 28        | 234,946 km/h | 18. červen   |
| 17  | 1968 | Bruce McLaren      | McLaren     | Ford          | G    | 1:40:02,100 h | 14,100 km  | 28        | 236,797 km/h | 9. červen    |
|     |      |                    |             |               |      |               |            |           |              |              |
| 18  | 1970 | Pedro Rodríguez    | B.R.M.      | B.R.M.        | D    | 1:38:09,900 h | 14,100 km  | 28        | 241,308 km/h | 7. červen    |
|     |      |                    |             |               |      |               |            |           |              |              |
| 19  | 1983 | Alain Prost        | Renault     | Renault       | M    | 1:27:11,502 h | 6,949 km   | 40        | 191,275 km/h | 22. květen   |
|     |      |                    |             |               |      |               |            |           |              |              |
| 20  | 1985 | Ayrton Senna       | Lotus       | Renault       | G    | 1:34:19,893 h | 6,940 km   | 43        | 189,811 km/h | 15. září     |
| 21  | 1986 | Nigel Mansell      | Williams    | Honda         | G    | 1:27:57,925 h | 6,940 km   | 43        | 203,548 km/h | 25. květen   |
| 22  | 1987 | Alain Prost        | McLaren     | Porsche (TAG) | G    | 1:27:03,217 h | 6,940 km   | 43        | 205,680 km/h | 17. květen   |
| 23  | 1988 | Ayrton Senna       | McLaren     | Honda         | G    | 1:28:00,549 h | 6,940 km   | 43        | 203,447 km/h | 28. srpen    |
| 24  | 1989 | Ayrton Senna       | McLaren     | Honda         | G    | 1:40:54,196 h | 6,940 km   | 44        | 181,576 km/h | 27. srpen    |
| 25  | 1990 | Ayrton Senna       | McLaren     | Honda         | G    | 1:26:31,997 h | 6,940 km   | 44        | 211,729 km/h | 26. srpen    |
| 26  | 1991 | Ayrton Senna       | McLaren     | Honda         | G    | 1:27:17,669 h | 6,940 km   | 44        | 209,883 km/h | 25. srpen    |
| 27  | 1992 | Michael Schumacher | Benetton    | Ford          | G    | 1:36:10,721 h | 6,974 km   | 44        | 191,429 km/h | 30. srpen    |
| 28  | 1993 | Damon Hill         | Williams    | Renault       | G    | 1:24:32,124 h | 6,974 km   | 44        | 217,795 km/h | 29. srpen    |
| 29  | 1994 | Damon Hill         | Williams    | Renault       | G    | 1:28:47,170 h | 7,001 km   | 44        | 208,170 km/h | 28. srpen    |
| 30  | 1995 | Michael Schumacher | Benetton    | Renault       | G    | 1:36:47,875 h | 6,974 km   | 44        | 190,204 km/h | 27. srpen    |
| 31  | 1996 | Michael Schumacher | Ferrari     | Ferrari       | G    | 1:28:15,125 h | 6,968 km   | 44        | 208,443 km/h | 25. srpen    |
| 32  | 1997 | Michael Schumacher | Ferrari     | Ferrari       | G    | 1:33:46,717 h | 6,968 km   | 44        | 196,159 km/h | 24. srpen    |
| 33  | 1998 | Damon Hill         | Jordan      | Mugen         | G    | 1:43:47,407 h | 6,968 km   | 44        | 177,238 km/h | 30. srpen    |
| 34  | 1999 | David Coulthard    | McLaren     | Mercedes      | B    | 1:25:43,057 h | 6,968 km   | 44        | 214,596 km/h | 29. srpen    |
| 35  | 2000 | Mika Häkkinen      | McLaren     | Mercedes      | B    | 1:28:14,494 h | 6,968 km   | 44        | 208,468 km/h | 27. srpen    |
| 36  | 2001 | Michael Schumacher | Ferrari     | Ferrari       | B    | 1:08:05,002 h | 6,968 km   | 36        | 221,050 km/h | 2. září      |
| 37  | 2002 | Michael Schumacher | Ferrari     | Ferrari       | B    | 1:21:20,634 h | 6,968 km   | 44        | 226,133 km/h | 1. září      |
|     |      |                    |             |               |      |               |            |           |              |              |
| 38  | 2004 | Kimi Räikkönen     | McLaren     | Mercedes      | M    | 1:32:35,274 h | 6,976 km   | 44        | 198,824 km/h | 29. srpen    |
| 39  | 2005 | Kimi Räikkönen     | McLaren     | Mercedes      | M    | 1:30:01,295 h | 6,976 km   | 44        | 204,580 km/h | 11. září     |
|     |      |                    |             |               |      |               |            |           |              |              |
| 40  | 2007 | Kimi Räikkönen     | Ferrari     | Ferrari       | B    | 1:20:39,066 h | 7,004 km   | 44        | 229,266 km/h | 16. září     |
| 41  | 2008 | Felipe Massa       | Ferrari     | Ferrari       | B    | 1:22:59,394 h | 7,004 km   | 44        | 223,873 km/h | 7. září      |
| 42  | 2009 | Kimi Räikkönen     | Ferrari     | Ferrari       | B    | 1:23:50,995 h | 7,004 km   | 44        | 220,431 km/h | 30. srpen    |
| 43  | 2010 | Lewis Hamilton     | McLaren     | Mercedes      | B    | 1:29:04,268 h | 7,004 km   | 44        | 207,510 km/h | 29. srpen    |
| 44  | 2011 | Sebastian Vettel   | Red Bull    | Renault       | P    | 1:26:44,893 h | 7,004 km   | 44        | 213,066 km/h | 28. srpen    |
| 45  | 2012 | Jenson Button      | McLaren     | Mercedes      | P    | 1:29:08,530 h | 7,004 km   | 44        | 207,344 km/h | 2. září      |
| 46  | 2013 | Sebastian Vettel   | Red Bull    | Renault       | P    | 1:23:42,196 h | 7,004 km   | 44        | 220,817 km/h | 25. srpen    |
| 47  | 2014 | Daniel Ricciardo   | Red Bull    | Renault       | P    | 1:24:36,556 h | 7,004 km   | 44        | 218,453 km/h | 24. srpen    |
| 48  | 2015 | Lewis Hamilton     | Mercedes    | Mercedes      | P    | 1:23:40,387 h | 7,004 km   | 44        | 215,874 km/h | 23. srpen    |
| 49  | 2016 | Nico Rosberg       | Mercedes    | Mercedes      | P    | 1:44:51.058 h | 7,004 km   | 44        | 176,279 km/h | 28. srpen    |
| 50  | 2017 | Lewis Hamilton     | Mercedes    | Mercedes      | P    | 1:24:42.820 h | 7,004 km   | 44        | 218,183 km/h | 27. srpen    |
| 51  | 2018 | Sebastian Vettel   | Ferrari     | Ferrari       | P    | 1:23:34.476 h | 7,004 km   | 44        | 221,157 km/h | 26. srpen    |
| 52  | 2019 | Charles Leclerc    | Ferrari     | Ferrari       | P    | 1:23:45.710 h | 7,004 km   | 44        | 220,663 km/h | 1. září      |
| 53  | 2020 | Lewis Hamilton     | Mercedes    | Mercedes      | P    | 1:24:08.761 h | 7,004 km   | 44        | 219,655 km/h | 30. srpen    |
| 54  | 2021 | Max Verstappen     | Red Bull    | Honda         | P    | 0:03:27,071 h | 7,004 km   | 1         | 121,767 km/h | 29. srpen    |
| 55  | 2022 | Max Verstappen     | Red Bull    | RBPT          | P    | 1:25:52,864 h | 7,004 km   | 44        | 215,216 km/h | 28. srpen    |
| 56  | 2023 | Max Verstappen     | Red Bull    | Honda RBPT    | P    | 1:22:30,450 h | 7,004 km   | 44        | 224,017 km/h | 30. červenec |
| 57  | 2024 | Lewis Hamilton     | Mercedes    | Mercedes      | P    | 1:19:57,566 h | 7,004 km   | 44        | 231,156 km/h | 28. červenec |
| 58  | 2025 | Oscar Piastri      | McLaren     | Mercedes      | P    | 1:25:22,601 h | 7,004 km   | 44        | 216,576 km/h | 27. červenec |

## Verze okruhu

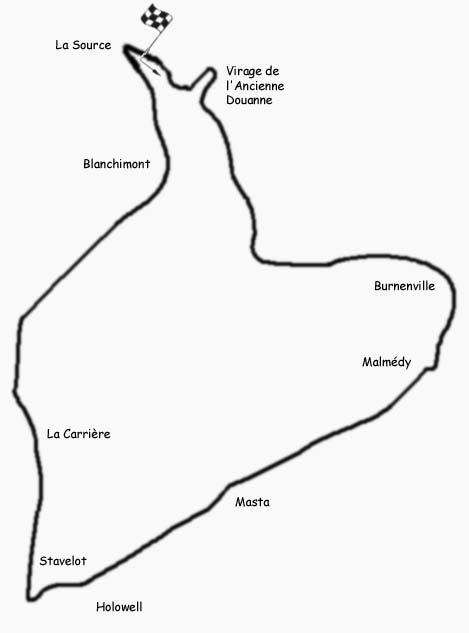
Původní verze (1921–1938)
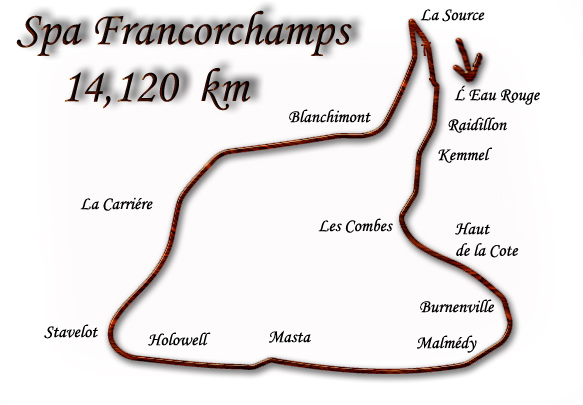
Starý okruh Grand Prix (1939–1978)
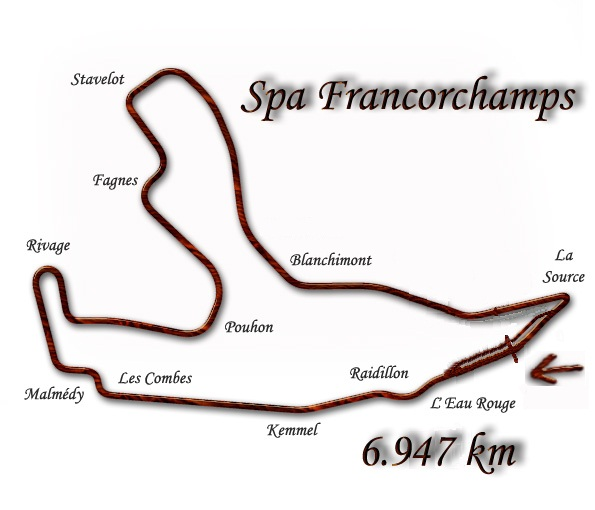
Moderní okruh Grand Prix (1979–1980)
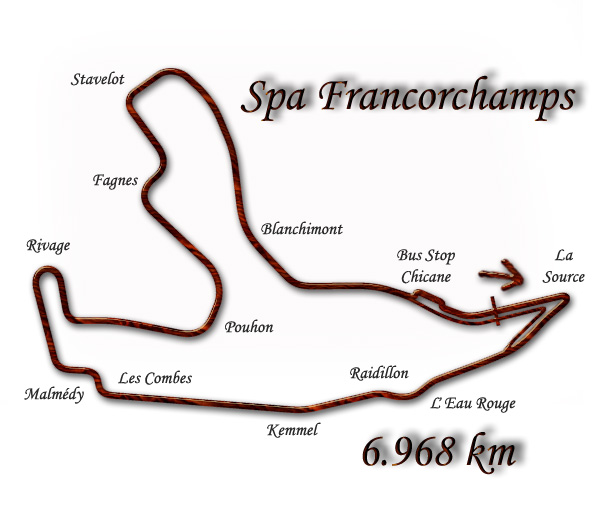
Moderní okruh Grand Prix s originální šikanou Bus Stop (1981–1993, 1995–2003)
Moderní okruh Grand Prix s modifikovanou šikanou Eau Rouge (1994)
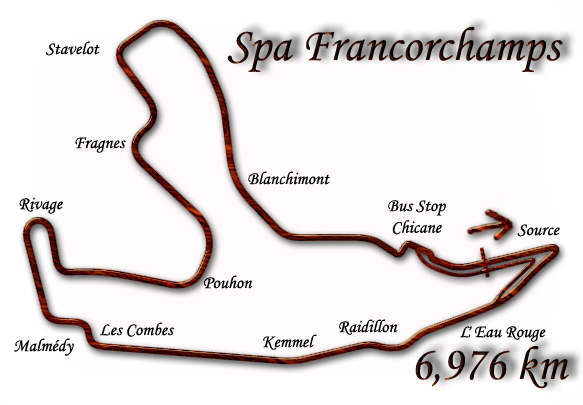
Moderní okruh Grand Prix s modifikovanou šikanou Bus Stop (2004–2006)
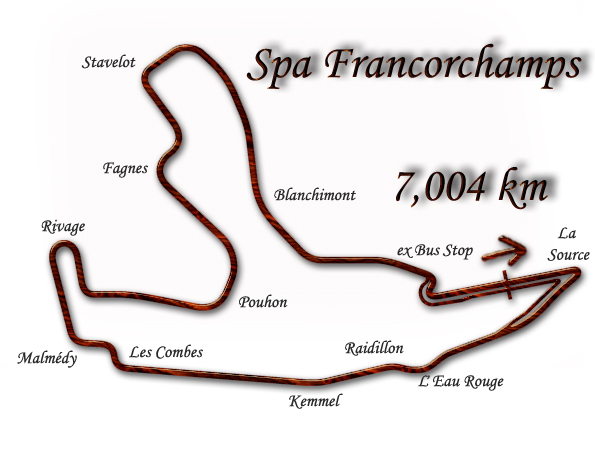
Moderní okruh Grand Prix s novou pit lane a šikanou Bus Stop (2007–)
Rallycrossový okruh (2019–)